# Hagen (Brombach)
Hagen ist ein Ortsteil von Brombach in der Stadt Overath im Rheinisch-Bergischen Kreis in Nordrhein-Westfalen, Deutschland.

## Lage und Beschreibung
Der kleine Ortsteil Hagen liegt an Kreisstraße 424, die hier Lindlarer Straße heißt, an der Grenze zum Oberbergischen Kreis. (Nicht zu verwechseln mit Hagen (Overath) im Stadtteil Marialinden).  Orte in der Nähe sind Strauch, Kalkofen, Kartenlennefe, Halfenslennefe  und Schmitzhöhe. Bis 1975 gehörte der Ortsteil zur Gemeinde Hohkeppel. Im Zuge einer kommunalen Neugliederung wurde Hagen 1975 Teil der Stadt (damals Gemeinde) Overath.

## Geschichte
Aus der Charte des Herzogthums Berg des Carl Friedrich von Wiebeking aus dem Jahr 1789 geht hervor, dass der Ortsbereich zu dieser Zeit Teil der Honschaft Tüschen im Kirchspiel Hohkeppel des bergischen Amts Steinbach war.
Der Ort ist auf der Topographischen Aufnahme der Rheinlande von 1817 als Hagen verzeichnet. Die Preußische Uraufnahme von 1845 zeigt den Wohnplatz nicht. Ab der Preußischen Neuaufnahme von 1892 ist der Ort auf Messtischblättern regelmäßig als Hagen verzeichnet.
Der Ort gehörte nach dem Zusammenbruch der napoleonischen Administration und deren Ablösung zur Gemeinde Hohkeppel der  Bürgermeisterei Engelskirchen im Kreis Wipperfürth. Der 1845 laut der Uebersicht des Regierungs-Bezirks Cöln als isol. Haus kategorisierte Ort besaß zu dieser Zeit ein Wohngebäude mit zwölf Einwohnern, alle katholischen Bekenntnisses. Die Gemeinde- und Gutbezirksstatistik der Rheinprovinz führt Hagen 1871 mit einem Wohnhaus und neun Einwohnern auf. Im Gemeindelexikon für die Provinz Rheinland von 1888 werden für Hagen ein Wohnhaus mit sechs Einwohnern angegeben. 1895 besitzt der Ort ein Wohnhaus mit acht Einwohnern, 1905 werden ein Wohnhaus und zwölf Einwohner angegeben.
Ab den 1970er Jahren wuchsen Hagen, Strauch, Brombacherberg und Unterbrombach zu einem geschlossenen Ortsbereich zusammen, der den Kern des Stadtteils Brombach bildet.
Aufgrund § 10 und § 14 des Köln-Gesetzes wurde 1975 die Gemeinde Hohkeppel aufgelöst und in Lindlar eingemeindet. Dabei wurden einige Ortsteile Hohkeppels in die Gemeinde Overath umgemeindet, darunter auch Hagen.